# Сопище
Сопище или Сопища (на македонска литературна норма: Сопиште) е село в Северна Македония, център на едноименната община Сопище.

## География
Разположено е в областта Кършияка в източното подножие на планината Водно на четири километра южно от столицата на страната Скопие и на практика е негов квартал.

## История
В XIX век Сопище е село в Скопска каза на Османската империя. Според статистиката на Васил Кънчов („Македония. Етнография и статистика“) от 1900 година Сопища е населявано от 333 жители българи християни.
Цялото население на селото е под върховенството на Българската екзархия. По данни на секретаря на екзархията Димитър Мишев („La Macédoine et sa Population Chrétienne“) в 1905 година в Сепища има 440 българи екзархисти.
През февруари 1907 година войводата на ВМОРО Васил Аджаларски изгаря хана в Сопище, който служи за база на сръбската въоръжена пропаганда. В отговор пропагандата взима решение да запали цялото село и съсредоточава 300 сръбски четници и сърбомански селяни от Поречието на планината Караджица, но поради факта, че движението им е открито и осуетено от турски военни части, а сръбските чети от Скопска Църна гора също не успяват да се придвижат, Сопище е спасено.
След Междусъюзническата война в 1913 година селото попада в Сърбия.
На етническата си карта от 1927 година Леонард Шулце Йена показва Сопище (Sopište) като българско мохамеданско село.
На етническата си карта на Северозападна Македония в 1929 година Афанасий Селишчев отбелязва Сопище като българско село.
Според преброяването от 2002 година селото има 5325 жители.
| Националност     | Всичко |
| северномакедонци | 5255   |
| албанци          | 0      |
| турци            | 1      |
| роми             | 0      |
| власи            | 11     |
| сърби            | 39     |
| бошняци          | 0      |
| други            | 19     |